# 스티브 브루스
스티븐 로저 브루스(Stephen Roger Bruce, 1960년 12월 31일 ~ )는 잉글랜드의 축구 감독이자 전 축구 선수이다. 현역 시절 맨체스터 유나이티드에서 커리어 대부분을 보냈다.

## 선수 경력
노섬벌랜드주의 코브리지에서 태어난 브루스는 어릴적 유망한 선수였으나, 그를 받아주는 프로 클럽은 없었다. 질링엄에서 입단 테스트를 받기 전까지는 축구를 포기할까 생각도 했지만 질링엄에게 시간제 계약을 제의 받아 입단하였고, 1984년 노리치 시티로 이적하기 전까지 200경기를 넘게 뛰었다.
이후 맨체스터 유나이티드로 이적하여 프리미어리그, FA컵, 리그 컵, UEFA 컵 위너스컵 등에서 우승을 차지하며 성공적인 경력을 쌓아갔다.

## 감독 경력
선수 은퇴 후 브루스는 셰필드 유나이티드에서 감독 생활을 시작해 허더스필드 타운, 위건 애슬레틱, 크리스털 팰리스, 버밍엄 시티, 선덜랜드, 헐 시티, 애스턴 빌라 등을 지휘하며 4번의 프리미어리그 승격을 이끌었으며 헐 시티 시절 FA컵에서 준우승을 차지하여 팀 사상 최초의 유럽 대회 진출을 이끌기도 했다

## 수상 경력

### 선수

#### 노리치 시티
- 풋볼 리그 컵: 1985
- 풋볼 리그 2부: 1985-86

#### 맨체스터 유나이티드
- 프리미어리그: 1992-93, 1993-94, 1995-96
- FA컵: 1989-90, 1993-94, 1995-96
- 풋볼 리그 컵: 1991-92
- 채리티 실드: 1990, 1993, 1994
- UEFA컵 위너스컵: 1990-91
- 유로피언 슈퍼컵: 1991

### 감독

#### 버밍엄 시티
- EFL 챔피언십 준우승 : 2006-07
- 풋볼리그 퍼스트 디비전 플레이오프 : 2002

#### 헐 시티
- FA컵 준우승 : 2013-14
- EFL 챔피언십 준우승 : 2012-13
- EFL 챔피언십 플레이오프 : 2016

### 개인
- 프리미어리그 10주년 어워드 자국의 팀 : 2002
- PFA 올해의 팀 : 1982-83, 1983-84, 1985-86
- 프리미어리그 이 달의 감독 : 21년 4월